# Tigres noirs (LTTE)
Pour les articles homonymes, voir Tigre noir.
Les Tigres Noirs (tamoul : கரும்புலிகள்) sont une branche des Tigres de libération de Eelam tamoul (LTTE). Ils étaient des cadres LTTE spécialement sélectionnés et entraînés pour des missions de commando suicide contre des cibles militaires et civiles. 
Les cibles civiles comportaient des lieux de culte, des aéroports, des ports et des assassinats de dignitaires indiens et srilankais importants, parmi eux le président srilankais Ranasinghe Premadasa et le premier ministre indien Rajiv Gandhi. Depuis leur création en 1987 jusqu'à la défaite des LTTE en 2009, plus de 330 Tigres noirs ont perpétré des attaques suicides sur terre, sur mer et dans les airs, la plupart au Sri Lanka.

## Histoire

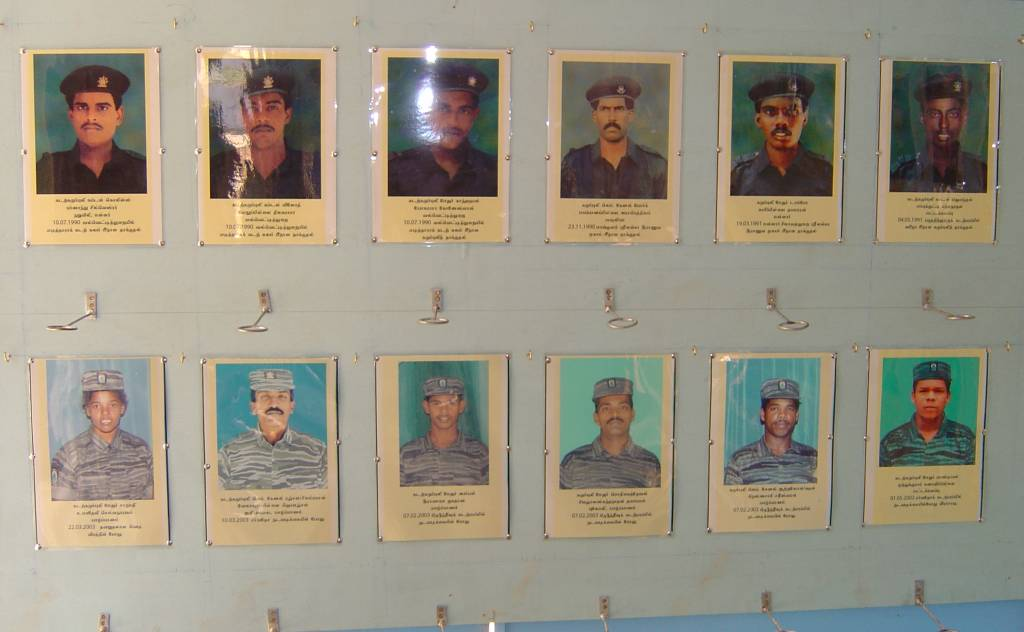
Galerie de photographies de Tigres noirs morts au combat.

Le premier Tigre noir était Vallipuram Vasanthan, qui conduisit un petit camion rempli d'explosifs à l'intérieur d'un camp de l'armée srilankaise (SLA) à Nelliady (en), dans la péninsule de Jaffna le 5 juillet 1987, tuant lui-même et de 39 à 100 soldats srilankais. Immédiatement après, des cadres réguliers des LTTE suivirent, submergeant les soldats SLA. Cette attaque fut extrêmement effective dans le démantèlement de l'opération de la SLA.
Pendant la première phase de la campagne militaire des Tigres Tamouls, ils ne possédaient pas les armes lourdes conventionnelles requises pour attaquer de larges camps. Pour monter une telle attaque, des armes coûteuses telles que des pièces d'artillerie, des missiles et des bombes auraient été nécessaires, armes que les LTTE ne pouvaient pas se permettre financièrement à ce moment.
Ils décidèrent donc de créer une branche spéciale pour pallier leur manque en armes lourdes de manière peu coûteuse,. En conséquence, ce n'est pas l'acte lui-même (attentat-suicide) qui était le but des Tigres noirs, mais l'impact militaire et ses conséquences stratégiques.
Après le 18 mai 2009, suivant la mort du leader des LTTE Velupillai Prabhakaran, les Tigres noirs cessèrent d'exister, ainsi que les autres formations de combat des LTTE.

## Succès notables
Le 21 mai 1991, la Tigre noire Thenmozhi Rajaratnam se fait exploser et assassine le premier ministre indien, Rajiv Gandhi, ainsi que 16 autres personnes.
Le 1er mai 1993, un Tigre noir se fait exploser, et tue le président srilankais Ranasinghe Premadasa, avec 17 civils, et blessant 38 autres personnes
Le 24 juillet 2001, 14 Tigres noirs attaquèrent l'aéroport international de Bandaranaike (en), causant des dommages estimés à 350 millions de dollars USD à des appareils militaires et civils.
Le 22 octobre 2007, 21 Tigres noirs s'infiltrèrent dans la base aérienne d'Anurâdhapura et détruisirent 26 avions et hélicoptères, tandis que la force aérienne du LTTE pouvait bombarder la zone sans risques. Cette opération est connue sous le nom d'Opération Ellalan.

## Recrutement
Les Tigres noirs venaient des rangs des LTTE. Ceux qui voulaient joindre cette branche devaient écrire une lettre à Velupillai Prabhakaran, le fondateur et leader des LTTE. Prabakaran évaluait ensuite les motivations, examinant les compétences, les types de missions accomplies dans d'autres branches des LTTE, et la situation de leurs familles. Tous ces facteurs entraient eu jeu pour décider si un ou une Tigre Tamoul pouvait devenir un Tigre noir.

## Modus operandi
Les Tigres noirs étaient considérés comme la plus efficace des unités du genre dans le monde. Ils étaient de plus laïques, tout comme le reste des LTTE. Jusqu'à la défaite de 2009, les Tigres noirs menèrent environ 200 missions. Les Tigres noirs opéraient de trois manières distinctes : le combat conventionnel sur terre ou mer ou dans les airs, les attaques de guérilla, les assassinats. La majorité de ces attaques visaient des objectifs militaires stratégiques dans le nord et l'est de l'île.